# Thiodina setosa
Thiodina setosa là một loài nhện trong họ Salticidae.
Loài này thuộc chi Thiodina. Thiodina setosa được Cândido Firmino de Mello-Leitão miêu tả năm 1947.